# 川黔紫薇
川黔紫薇（学名：Lagerstroemia excelsa），为千屈菜科紫薇属下的一个植物种。